# 4-8-8-2
Ne doit pas être confondu avec Cab forward (automobile)

Essieux selon le système 4-8-8-2 (avant de la locomotive à gauche)

Selon la classification Whyte (classification américaine) des locomotives à vapeur, ces locomotives sont de type 4-8-8-2 et comportent 2 essieux porteurs, 2 jeux de 4 essieux moteurs, et 1essieu porteur.
Voici sa classification selon d'autres systèmes :
- classification UIC : 2DD1 (aussi connue sous les noms de classification allemande ou classification italienne)
- classification française : 240+041
- classification turque : 46+45
- classification suisse : 4/6+4/5

Selon la classification UIC particulière aux locomotives Mallet, leur type exact est (2'D)D1.
À cause de leur longueur, de telles locomotives devaient être des locomotives articulées. Toutes ces locomotives comportaient une articulation entre les deux jeux d'essieux moteurs. De plus, toutes ces locomotives avaient la cabine en avant, ce qui leur a valu leur surnom ('Cab forward' signifie en anglais 'cabine en avant').
Une locomotive 4-8-8-2 est en fait une locomotive 2-8-8-4 qui circule toujours en marche arrière. Généralement qualifiée de locomotive Mallet, elles ne sont pas réellement de ce type car elles ne sont pas des locomotives compound mais des locomotives à simple expansion. Le nom leur est resté car les locomotives 'Cab forward' de la Southern Pacific Railroad furent d'abord construits comme des locomotives Mallet, mais furent plus tard converties en locomotives à simple expansion.
Habituellement, les essieux avant se situent sous la boîte à fumée et les essieux arrière sous le foyer. Sur une locomotive 'Cab forward', les essieux avant se situent sous le foyer et les essieux arrière sous la boîte à fumée et du côté du tender.
La Southern Pacific Railroad fut la seule à utiliser des locomotives avec cette disposition d'essieux. Elles furent toutes construites par la Baldwin Locomotive Works.
Un exemplaire, la n°4294, a été préservée au California State Railroad Museum.